# Unidos do Uraiti
Grêmio Recreativo Escola de Samba Unidos do Uraiti foi uma agremiação carnavalesca  da cidade do Rio de Janeiro, fundada a 23 de janeiro de 1960.

## História
A escola é oriunda do bairro de Rocha Miranda, que na época já possuía uma agremiação, a Independente do Zumbi. Em sua primeira apresentação, em 1965, no recém criado Grupo 3, que desfilava na Praça Onze, não foi feliz, ficando na 20° colocação, abaixo da Independente do Zumbi, 18ª colocada. 
Na era 2000, altos e baixos para a escola. Campeã do Grupo E em 2005, realizou bons desfiles em 2006 e 2007 pelo Grupo D, até ser rebaixada em 2008, terminando na 14ª colocação do Grupo D.
Em 2009, com o enredo Ginga a Rainha Quilombola ficou na penúltima colocação (7° lugar) com 153,78 pontos no antigo Grupo de acesso E, quase sendo suspensa um ano para avaliação, fato que ocorre para a última agremiação colocada nesse último grupo.

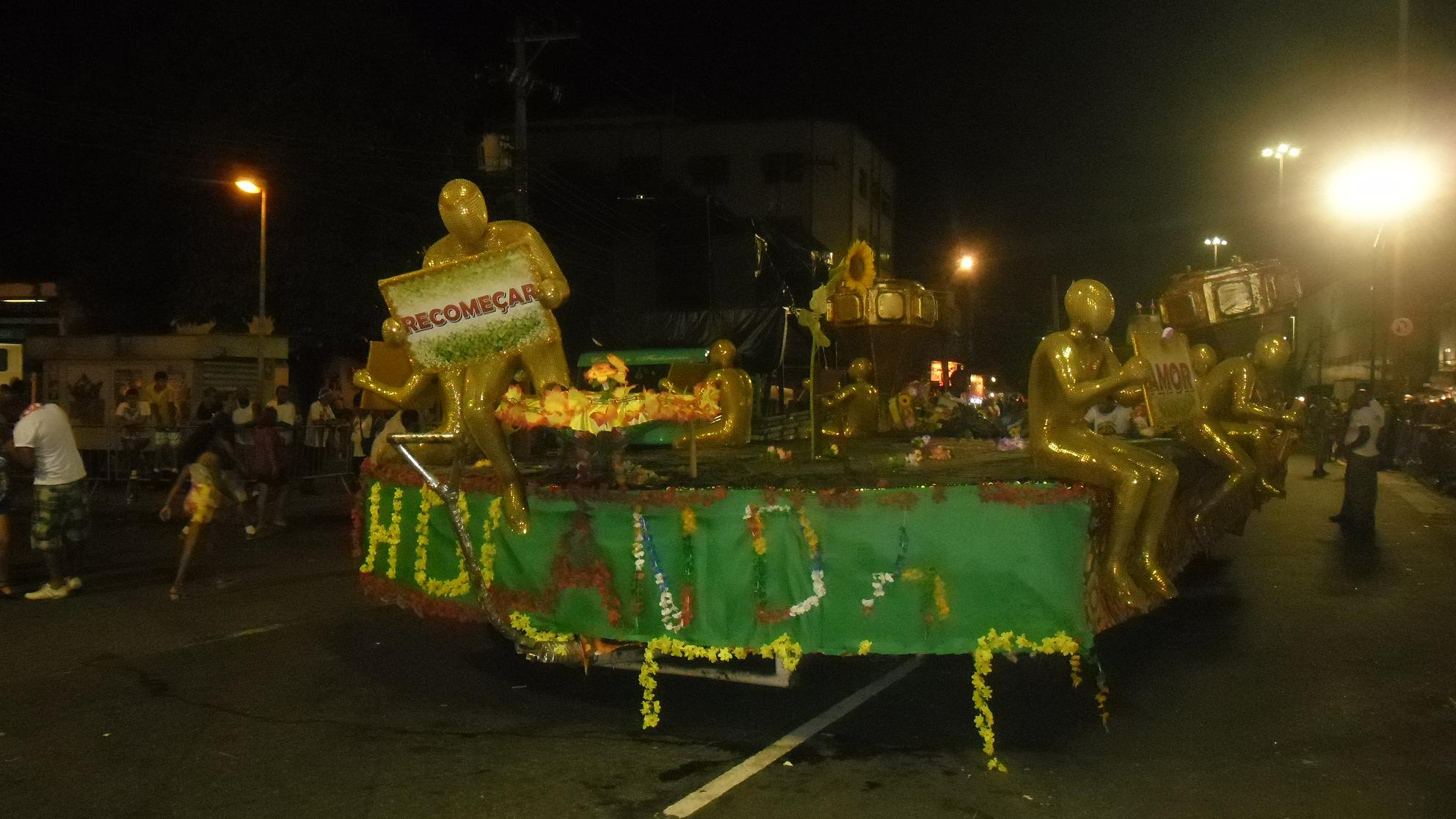
Carro alegórico do último desfile da Unidos do Uraiti, em 2013.

Mas, em 2010, com o enredo Uraiti, contando e cantando ficou na última colocação, no extinto Grupo RJ-4. Estaria suspensa dos desfiles por um ano, mas graças a mudança de diretoria da AESCRJ, continuou a desfilar no ano seguinte.
Em 2011, foi instituído o rebaixamento das últimas escolas do último grupo, de forma a que se tornassem blocos de enredo no ano seguinte. Ao obter apenas a 10ª colocação, o Uraiti acabou rebaixado a bloco.
Após sofrer novo rebaixamento em 2012, quando desfilou na Avenida Rio Branco, o último desfile do Uraiti se daria em 2013. Nesse ano, quando desfilaria no sábado, na Intendente Magalhães, a entidade, que abordaria a Holanda em seu desfile,  chegou atrasada, sendo automaticamente eliminada. Após a última agremiação prevista para a noite desfilar, os carros do Uraiti passaram pela pista, apenas para constar, no entanto, os desfilantes já haviam ido embora. 
A escola iria se apresentar no grupo 3 como bloco de enredo mais 5 meses antes do desfile a agremiação desistiu de desfilar após isso em 05 de Setembro de  2013 a escola de samba do bairro de Colégio decidiu enrolar a bandeira após 54 anos de atividade. 

## Carnavais
| Ano  | Colocação       | Grupo   | Enredo | Carnavalesco                          | Intérprete           | Ref.   |
| ---- | --------------- | ------- | --- | ------------------------------------- | -------------------- | ------ |
| 1965 | 20° lugar       | 3       | |                                       |                      |        |
| 1966 | 18° lugar       | 3       | Marquesa de Santos |                                       |                      |        |
| 1967 | 12° lugar       | 3       | Festa da Uva |                                       |                      |        |
| 1968 | 5° lugar        | 3       | Mistérios e lendas do Rio Rei |                                       |                      |        |
| 1969 | 13° lugar       | 3       | Os invasores |                                       |                      |        |
| 1970 | 8° lugar        | 3       | Senzala em festa |                                       |                      |        |
| 1971 | 10° lugar       | 3       | Festas tradicionais do Brasil |                                       |                      |        |
| 1972 | 5° lugar        | 3       | Ataulfo, seu Mito, sua Glória |                                       |                      |        |
| 1973 | 10° lugar       | 3       | Samba, alegria de um povo |                                       |                      |        |
| 1974 | 13° lugar       | 3       | José de Alencar, vida, glória e obras |                                       |                      |        |
| 1975 | Desclassificada | 3       | João Não-sei-o-quê |                                       |                      |        |
| 1976 | 6° lugar        | 3       | Tradições do Ceará |                                       |                      |        |
| 1977 | 6° lugar        | 3       | A Escrava Isaura |                                       |                      |        |
| 1978 | 4° lugar        | 3       | |                                       |                      |        |
| 1979 | 12° lugar       | 2A      | Força da vida |                                       |                      |        |
| 1980 | 8° lugar        | 2A      | Galanga, o Rei |                                       |                      |        |
| 1981 | 5° lugar        | 2A      | O show de uma vida fascinante |                                       |                      |        |
| 1982 | 6° lugar        | 2A      | Morada do amor da rainha do mar |                                       |                      |        |
| 1983 | 11° lugar       | 2A      | Divindade de um orixá |                                       |                      |        |
| 1984 | 10° lugar       | 2A      | O Calendário |                                       |                      |        |
| 1985 | 7° lugar        | 2B      | Os africanos no Brasil | Rafael Cangerê                        |                      |        |
| 1986 | 5° lugar        | 2B      | O mundo mágico das cores | Célia Cunha Bacelar                   |                      |        |
| 1987 | 8° lugar        | 4       | Samba, Sinfonia de uma Raça |                                       |                      |        |
| 1988 | 5° lugar        | 4       | Na alegria e na sorte sorria | Antonio Ananias                       |                      |        |
| 1989 | 3° lugar        | 4       | Da Lua Cheia ao Canto da Sereia |                                       |                      |        |
| 1990 | 9° lugar        | C       | Coisas do Rio |                                       |                      |        |
| 1991 | 9° lugar        | C       | Rubem Gerardi, um homem chamado samba | Departamento de Carnaval              |                      |        |
| 1992 | 9° lugar        | C       | Negro Brasil, das Raízes Africanas |                                       |                      |        |
| 1993 | 9° lugar        | E       | Abram alas para a folia, é carnaval, tempo de alegria!                                                                                        |                                       |                      |        |
| 1994 | Não Desfilou    | E       | A corte do Rio de Janeiro |                                       |                      |        |
| 1995 | 5° lugar        | D       | Fantasias, confetes e serpentinas | Relius Machado                        |                      | [ 3 ]  |
| 1996 | 6° lugar        | D       | De face em face, a Unidos do Uraiti mostra sua arte                                                                                           | Relius Machado                        |                      | [ 3 ]  |
| 1997 | 4° lugar        | E       | África Brasil, a arte é cultura de uma raça                                                                                                   | Relius Machado                        |                      | [ 3 ]  |
| 1998 | 12° lugar       | D       | Das matas aos anais da história, salve Araribóia                                                                                              | Relius Machado                        |                      | [ 3 ]  |
| 1999 | 5° lugar        | E       | Uraiti não se aquieta... E oferece... Uma Feijoada Completa                                                                                   | Luiz Fernando Reis                    |                      | [ 3 ]  |
| 2000 | 8°lugar         | E       | Santos Ferreira na ginga do samba | Jairo de Souza                        |                      | [ 4 ]  |
| 2001 | 7° lugar        | E       | O tempo da criação... E se fez o Mundo! | Flávio Rodrigues                      |                      | [ 5 ]  |
| 2002 | 4° lugar        | E       | Luz - Do início da vida ao novo milênio | Humberto Pinto                        |                      | [ 6 ]  |
| 2003 | 7° lugar        | E       | 1, 2, 3 com a Uraiti sou criança outra vez | Jefferson Machado                     |                      | [ 7 ]  |
| 2004 | 8° lugar        | E       | Abram Alas para a folia, ai vem a Uraiti | Fernando Muniz                        |                      | [ 8 ]  |
| 2005 | Campeã          | E       | Rildo Menezes, um amigo do Rei, do país do futebol para o mundo                                                                               | Walmir de Oliveira                    | Geraldão             | [ 9 ]  |
| 2006 | 10º lugar       | D       | Portela, partícula do samba a brilhar com a Uraiti na Avenida                                                                                 | Jeferson Machado e Walmir de Oliveira | Victor Rangel        | [ 10 ] |
| 2007 | 10º lugar       | D       | Uraiti brinda a folia! É carnaval dos carnavais                                                                                               | Walmir de Oliveira                    | Victor Rangel        | [ 11 ] |
| 2008 | 14° lugar       | D       | Terra Santa: Registros da minha gente | Marcus Ferreira e Paula Costa         | Ademir de São Miguel | [ 12 ] |
| 2009 | 7° lugar        | E       | Ginga, a Rainha Quilombola | Braulio Malheiro                      | Ademir de São Miguel | [ 13 ] |
| 2010 | 8° lugar        | E       | Uraiti, contando e cantando Compositores:Cesar Coiffeur, Dr. Roberto, Gonzaguinha, Dario Lima, Marcelo Santos e Abgail                        | Sérgio Falcão e Da Penha              | Tuli Pontes          | [ 14 ] |
| 2011 | 10º lugar       | E       | Uirapuru, O Rei da Sorte e do Amor Compositores:Pedrinho de Rocha Miranda e Marcos Glorioso                                                   | Valter Barros                         | Marcelo Lannes       | [ 15 ] |
| 2012 | 7º lugar        | 1-Bloco | A Fauna, A Flora e a Paz, Cor da Nossa História. Verde e Branco a Matiz de Um Ideal. Compositores:Pedrinho de Rocha Miranda e Marcos Glorioso | José Luiz Figueiredo                  | Marcelo Lannes       | [ 16 ] |
| 2013 | Desclassificada | 2-Bloco | Holanda, O país das flores Compositores: Pedrinho RM e Glorioso. Intérprete: Glorioso.                                                        | Ebla Mahin                            | Glorioso             | [ 17 ] |

## Premiações
Prêmios recebidos pelo GRES Unidos do Uraiti.
| Ano  | Prêmio                | Categoria / premiados                          | Divisão | Ref.   |
| ---- | --------------------- | ---------------------------------------------- | ------- | ------ |
| 2005 | Troféu Jorge Lafond   | Campeã do Grupo E                              | Grupo E | [ 18 ] |
| 2010 | Prêmio Elite do Samba | Melhor bateria das escolas de samba do Grupo E | Grupo E |        |

- Commons